# Рясинка (село)
Рясинка (каз. Рясинка) — село в районе Шал акына Северо-Казахстанской области Казахстана. Входит в состав Афанасьевского сельского округа. Код КАТО — 595633400.

## Население
В 1999 году численность населения села составляла 227 человек (109 мужчин и 118 женщин). По данным переписи 2009 года, в селе проживало 139 человек (67 мужчин и 72 женщины).